# Hôtel Lejeune
El Hôtel Lejeune es una mansión construida en 1927 en estilo Art Deco por el arquitecto Adolphe Thiers para el escultor Louis-Aimé Lejeune Está situado en el solar entre el 28 de la avenida Junot y el 22 de la rue Simon-DereureMontmartre, en el barrio Grandes-Carrières del 18 de ParísFrancia
Sus fachadas y cubiertas están catalogadas como monumentos históricos por orden del21 de septiembre de 1982.